# Rudolf Nurejev
Rudolf Nurejev (nedaleko Irkutska, 17. ožujka 1938. – Levallois-Perret, 6. siječnja 1993.), ruski baletan.
Rođen je u vlaku, na transsibirskoj pruzi, pokraj Irkutska, dok je njegova majka Farida putovala za Vladivostok, gdje je njegov otac Khamet, politički komesar Crvene armije, bio smješten. Bio je jedini sin u obitelji, uz 3 starije sestre. Roditelji su mu bili muslimani, po nacionalnosti Tatari.
Jedan je od najvećih baletana 20. stoljeća, pored Marisa Liepe, Vaslava Nijinskog, Aleksandra Godunova i Mihaila Barišnjikova.
Zatražio je politički azil u Parizu lipnja 1961. godine, poslije čega je počela njegova svjetska karijera. 
Upamćen je po glavnim ulogama u mnogim baletima, među kojima su i "Labuđe jezero", "Žizela" i "Petruška".